# Sommerland Syd
Sommerland Syd var en forlystelsespark i Sønderjylland, beliggende ved Tinglev. Parken blev indivet i 1984 og gik konkurs i 2012.
Parkens areal var 350.000 m², og den rummede 88 forlystelser. Antallet af besøgende var ca. 200.000 årligt (2005) .
I 2001, 2003 og 2008 er der sket ulykker i parken, hvor gæster er kommet til skade i parkens rutschebaner. Stedet blev i 2010 solgt til ny indehavere. Den 28. august 2012 indgav de konkursbegæring — efter to år med dårligt vejr og et svigtende besøgstal.